# Gernsbach
Gernsbach település Németországban, azon belül Baden-Württembergben. Lakosainak száma 14 438 fő (2023. december 31.). Gernsbach Dobel, Loffenau, Bad Herrenalb, Bad Wildbad, Enzklösterle, Forbach, Weisenbach, Baden-Baden és Gaggenau községekkel határos.

## Népesség
A település népessége az elmúlt években az alábbi módon változott:
| Lakosok száma | 12 142 | 13 079 | 13 737 | 13 723 | 14 144 | 14 799 | 14 511 | 14 583 | 13 757 | 14 438 |
|               | 1961   | 1967   | 1974   | 1980   | 1987   | 1993   | 2000   | 2006   | 2013   | 2023   |

## Híres emberek
- Itt született Alfred Ludwig von Degenfeld báró, német tábornok (1816–1888)

## További információk

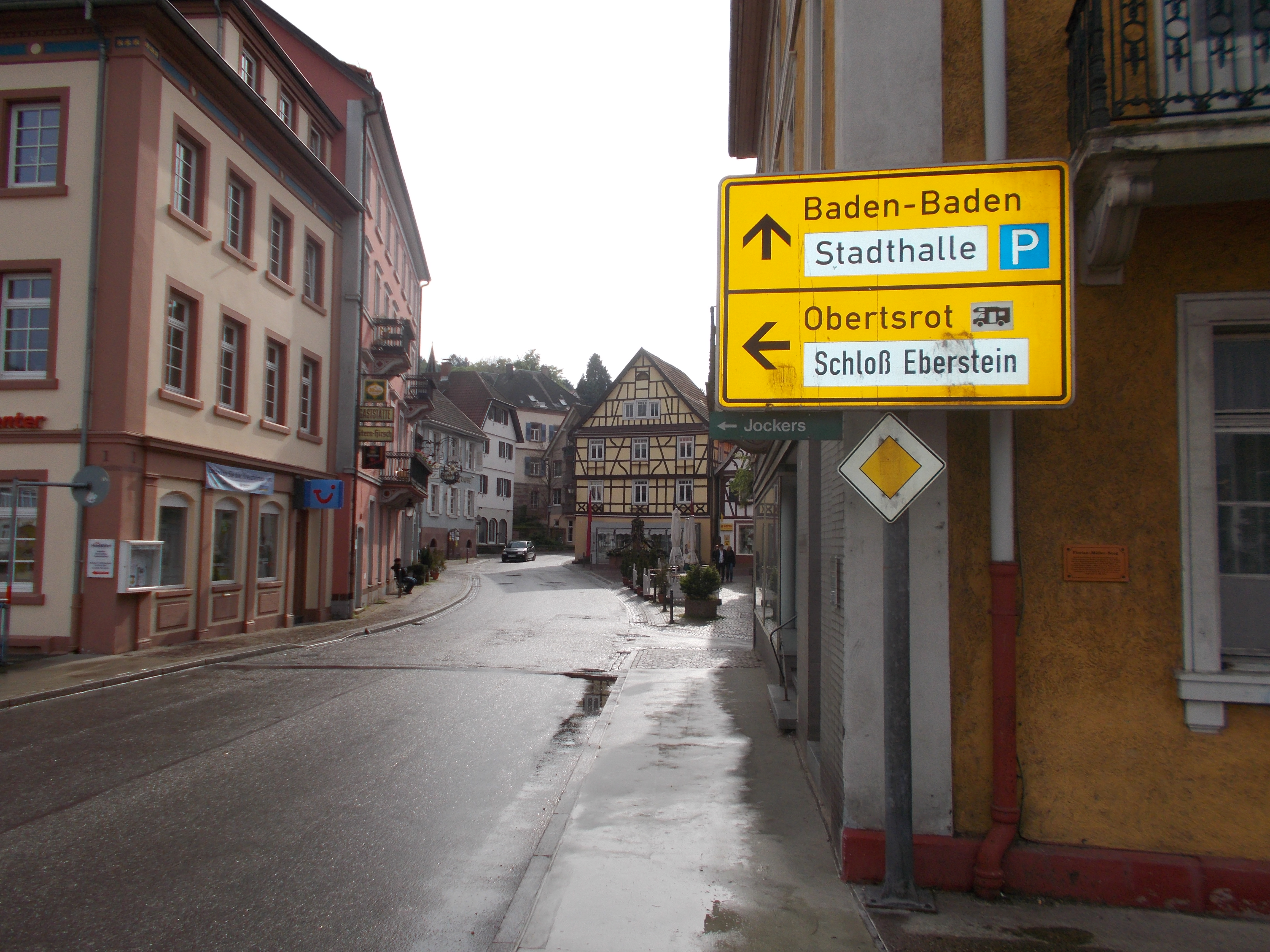